# Lista de prefeitos de Palmácia
Esta é a lista de prefeitos do município de Palmácia, estado brasileiro do Ceará a partir do ano de 1957 quando a Palmácia foi emancipada do município de Maranguape. No total a cidade já teve 16 governantes desde sua emancipação.
O mandato do prefeito de Palmácia é de quatro anos com direito a uma disputa pela reeleição. A atual Constituição de 1988 havia fixado inicialmente mandato de cinco anos sem reeleição. As anteriores constituições do Brasil fixaram mandatos de quatro, cinco e seis anos. Atanásio Perdigão Sampaio, Francisco Edval Campos Lima,João Simplício do Nascimento e Francisco Paulo Campos Lima foram os prefeitos que exerceram mandatos de cinco anos. O único prefeito a exercer o mandato de seis anos foi Felismina Campelo Macambira, por força da Emenda constitucional nº8/1977. 

## Lista Cronológica

### Subprefeitura de Palmácia, subordinada à Prefeitura de Maranguape (1948–1957)
Com o crescente prestígio político de Palmácia, o prefeito de Maranguape determinou que os vereadores eleitos por Palmácia para a Câmara Municipal de Palmácia seriam subprefeitos do distrito. Os primeiros sub-prefeitos foram os vereadores Paulino Ibiapina Barbosa (tendo recebido 304 votos) e José Moreira de Andrade (tendo recebido 250 votos nas eleições de 1947). Nas eleições de 1950 apenas Paulino Ibiapina Barbosa foi eleito tendo obtido 472 votos. Nas eleições de 1954 foram eleitos Antônio Ari Braga e Atanásio Perdigão Sampaio.
Partidos
      Partido Social Progressista (1946)
      Partido Social Democrático
      Partido Trabalhista Brasileiro
      União Democrática Nacional
| N.º | Sub-prefeito                                   | Sub-prefeito | Período do governo (duração do governo) | Partido                               | 2º Sub-prefeito                 | Prefeito de Maranguape         | Eleição |  |
| --- | ---------------------------------------------- | ------------ | --------------------------------------- | ------------------------------------- | ------------------------------- | ------------------------------ | ------- |  |
| 1   | Vereador Paulino Ibiapina Barbosa (1923–2004)  |              | 1948 até 1951 (2 anos)                  | Partido Social Democrático PSD (1945) | José Moreira de Andrade (UDN)   | Humberto Correia Mota (PSD)    | 1947    |  |
| 2   | Vereador José Moreira de Andrade (1907–1953)   |              | 1950 até 1951 (2 anos)                  | União Democrática Nacional            | Paulino Ibiapina Barbosa (PSD)  | Humberto Correia Mota (PSD)    | 1947    |  |
| 3   | Vereador Paulino Ibiapina Barbosa (1923–2004)  |              | 1951 até 1955 (4 anos)                  | Partido Social Democrático            | Nenhum                          | Antônio Marques de Abreu (PSD) | 1950    |  |
| 4   | Vereador Antônio Ari Braga (1912–1986)         |              | 1955 até 1956 (2 anos)                  | Partido Social Democrático            | Atanásio Perdigão Sampaio (PSD) | Humberto Correia Mota (PSD)    | 1954    |  |
| 5   | Vereador Atanásio Perdigão Sampaio (1907–1976) |              | 1956 até 1959 (3 anos)                  | Partido Social Democrático            | Antonio Ari Braga (PSD)         | Humberto Correia Mota (PSD)    | 1954    |  |

### Fase democrática da Quarta República e últimas eleições durante a Ditadura Militar (1957–1982)
Partidos até 1965 (abolidos pelo AI-2)
      Partido Social Progressista (1946)
      Partido Social Democrático
      Partido Trabalhista Brasileiro
Partido após 1965
      Aliança Renovadora Nacional
Partido após 1980
      Partido Democrático Social
| N.º | Prefeito                                | Prefeito | Período do governo (duração do governo)                              | Partido                               | Vice-prefeito                          | Primeira-Dama                   | Eleição |  |
| --- | --------------------------------------- | -------- | -------------------------------------------------------------------- | ------------------------------------- | -------------------------------------- | ------------------------------- | ------- |  |
| 1   | Atanásio Perdigão Sampaio (1907–1976)   |          | 25 de março de 1959 até 25 de março de 1963 (4 anos)                 | Partido Social Democrático PSD (1945) | José Walter Rebouças Macambira (PTB)   | Graziela de Castro Sampaio      | 1958    |  |
| 2   | Francisco Damasceno Filho (1924–2002)   |          | 25 de março de 1963 até 25 de março de 1967 (4 anos)                 | Partido Social Progressista           | Francisco Edval Campos Lima (PSP)      | Leônidas Freitas Damasceno      | 1962    |  |
| 3   | Francisco Edval Campos Lima ()          |          | 25 de março de 1967 até 25 de março de 1971 (4 anos)                 | ARENA                                 | Antônio Ari Braga (ARENA)              | Eliane Campelo Lima             | 1966    |  |
| 4   | Antônio Simplicio do Nascimento (1927-) |          | 25 de março de 1971 até 31 de janeiro de 1973 (1 ano e 313 dias      | ARENA                                 | José Wilson Rebouças Macambira (ARENA) | Lucimar Simplício do Nascimento | 1970    |  |
| 5   | Clementino Campelo Neto (1937-2023)     |          | 31 de janeiro de 1973 até 31 de janeiro de 1977 (4 anos)             | ARENA                                 | Francisco de Freitas Lourenço (ARENA)  | Maristela Coelho Campelo        | 1972    |  |
| 6   | Antonio Simplício do Nascimento (1927-) |          | 31 de janeiro de 1977 até 31 de dezembro de 1982 (5 anos e 335 dias) | ARENA                                 | José Gilson Macambira (ARENA)          | Lucimar Simplício do Nascimento | 1976    |  |
| 7   | Felismina Campelo Macambira (1943–)     |          | 1 de janeiro de 1983 até 31 de dezembro de 1988 (6 anos)             | Partido Democrático Social            | João Teixeira Júnior (PDS)             | José Gilson Macambira           | 1982    |  |

### Sexta República (1988-2025)
Partidos
      Movimento Democrático Brasileiro
      Partido da Social Democracia Brasileira
      Partido Social Democrático
      Partido Democrático Trabalhista
      Partido Republicano Brasileiro
      Partido dos Trabalhadores
      Partido Pátria Livre
      Partido Republicano da Ordem Social
| N.º | Prefeito(a)                                   | Prefeito(a)                                      | Período do governo (duração do governo)                              | Partido                                              | Vice-prefeito(a)                   | Primeira-Dama / Primeiro-Cavalheiro | Eleição                          |  |
| --- | --------------------------------------------- | ------------------------------------------------ | -------------------------------------------------------------------- | ---------------------------------------------------- | ---------------------------------- | ----------------------------------- | -------------------------------- |  |
| 8   | João Simplício do Nascimento (1935-2000)      |                                                  | 1 de janeiro de 1989 até 31 de dezembro de 1992 (4 anos)             | Movimento Democrático Brasileiro                     | Francisco Paulo Campos Lima        | Giselda Coelho Simplício            | 1988                             |  |
| 9   | Francisco Paulo Campos Lima (-)               |                                                  | 1 de janeiro de 1993 até 31 de dezembro de 1996 (4 anos)             | Partido da Social Democracia Brasileira              | José Reinaldo Rodrigues de Sousa   | Francisca Pinheiro Cavalcante Lima  | 1992                             |  |
| 10  | João Simplício do Nascimento (1935-2000)      |                                                  | 1 de janeiro de 1997 até 08 de março de 2000 (3 anos e 67 dias)      | Partido da Social Democracia Brasileira              | Raimundo Jackson Pereira de Souza  | Giselda Coelho Simplício            | 1996                             |  |
| 11  | Raimundo Jackson Pereira de Sousa (1964-2014) |                                                  | 09 de março de 2000 até 31 de dezembro de 2004 (4 anos e 297 dias)   | Partido Social Democrático                           | Nenhum                             | Aurineide Bezerra de Sousa          | Linha sucessória (vice-prefeito) |  |
| 11  | Raimundo Jackson Pereira de Sousa (1964-2014) | Ana Maria dos Santos Fonseca                     | 09 de março de 2000 até 31 de dezembro de 2004 (4 anos e 297 dias)   | Partido Social Democrático                           | 2000                               | Aurineide Bezerra de Sousa          |                                  |  |
| 12  | João Antônio Desidério de Oliveira (1945-)    |                                                  | 01 de janeiro de 2005 até 16 de novembro de 2008 (3 anos e 320 dias) | Partido Partido Democrático Trabalhista              | Antônio Holanda de Oliveira (PSDC) | Jerlânia Jacaúna Desidério          | 2004                             |  |
| 13  | Antônio Holanda de Oliveira (1944-)           |                                                  | 17 de novembro de 2008 até 31 de dezembro de 2008 (44 dias)          | Partido Republicano Brasileiro                       | Nenhum                             | Maria das Graças Fernandes Holanda  | Linha sucessória (vice-prefeito) |  |
| 14  | Antônio Cláudio Mota Martins (1960-)          |                                                  | 01 de janeiro de 2009 até 31 de dezembro de 2012 (4 anos)            | Partido Partido dos Trabalhadores                    | Iracy de Oliveira Fonseca (PV)     | Regina Célia Campos Martins         | 2008                             |  |
| 15  | José Maria Bezerra Sipriano (1952-)           |                                                  | 01 de janeiro de 2013 até 31 de dezembro de 2016 (4 anos)            | Partido Partido Pátria Livre                         | Fernando Xavier do Nascimento      | Maria de Fátima Almeida Sipriano    | 2012                             |  |
| 16  | David Campos Martins (1987-)                  |                                                  | 01 de janeiro de 2017 até 31 de dezembro de 2024 (8 anos)            | Partido Republicano da Ordem Social PROS (2017–2019) | Ildefonso Neto Campos Araújo       | Nenhuma                             | 2016                             |  |
| 16  | David Campos Martins (1987-)                  | Movimento Democrático Brasileiro MDB (2020–2024) | 01 de janeiro de 2017 até 31 de dezembro de 2024 (8 anos)            | Marcondes Sousa Barbosa                              | Dayanne Yslaynne Moura da Silva    | 2020                                |                                  |  |
| 17  | Marcondes Sousa Barbosa (1989-)               |                                                  | Início em 01 de janeiro de 2025 até                                  | Partido Partido dos Trabalhadores                    | Aderbal Rodrigues Correia          | Clara Hermínia Dias Barbosa         | 2024                             |  |

Total (em anos)
- ARENA: 15
- PSD: 10
- PSDB: 6
- PDS/PFL:6
- PMDB: 5
- PSP: 4
- PT:4
- PPL/PROS:4
- PDT/PSB: 3,8
- PRB: 0,2

O partido que mais tempo esteve ininterruptamente com a Prefeitura foi o ARENA (1967-1982).

## Ex-prefeitos vivos
Atualmente, sete ex-prefeitos ainda estão vivos.
- Francisco Edval Campos Lima, 3.º Prefeito.
- Felismina Campelo Macambira, 7.º Prefeita.
- João Antônio Desidério de Oliveira, 12.º Prefeito.
- Antônio Holanda de Oliveira, 13.º Prefeito.
- Antônio Claúdio Mota Martins, 14.º Prefeito.
- José Maria Bezerra Sipriano, 15º Prefeito.

## Quantidade de prefeitos por ocupação
| Quantidade | Ocupação                | Nomes |
| ---------- | ----------------------- | --- |
| 6          | Empresários             | Atanásio Perdigão (1.º), Antônio Simplício (4.º;6.º), Felismina Campelo (7.º), João Simplício (8.º,10.º), Cláudio Martins (14.º), David Campos (16.°) |
| 3          | Agricultores            | Francisco Damasceno (2.º), Clementino Campelo (5.º), José Maria Bezerra (15.º)                                                                        |
| 2          | Engenheiros Agrônomos   | Francisco Paulo (9.º), Raimundo Jackson (11.º) |
| 2          | Comerciantes            | Francisco Edval (3.º), Antônio Holanda (13.º) |
| 1          | Procurador da República | João Antônio Desidério (12.º) |

### Com Nível Superior
- Francisco Paulo (9.º) - Formado em Agronomia pela Universidade Federal do Ceará
- Raimundo Jackson (11.º) - Formado em Engenharia Agronômica pela Universidade Federal do Ceará
- João Antônio Desidério (12.º) - Formado em Direito pela Universidade Federal do Ceará